# یوغور
یوغورها یا یوگورها (چینی ساده شده: 裕固族، پین‌یین: Yùgù Zú)، یا اویغور زرد، یک گروه ترک و مغول و یکی از ۵۶ گروه قومی به رسمیت شناخته شده چین است که طبق سرشماری سال ۲۰۰۰، از ۱۳۷۱۹ نفر تشکیل شده‌است. یوغورها در درجه اول در ایالت خودمختار سونان در گانسو، چین زندگی می‌کنند و دین آنها بودایی است.

## تاریخ
یوغورهای ترک‌زبان گروهی از نوادگان از اویغورها به حساب می‌آیند که پس از فروپاشی خاقانات اویعور در سال ۸۴۰، از مغولستان به سمت جنوب به گانسو گریختند و در آنجا پادشاهی مرفه گانسو اویغور (خانات گانژو اویغور) را تأسیس کردند (۸۷۰–۱۰۳۶) که پایتخت آن نزدیک ژانگی فعلی در دامنه کوه‌های قیلیان در دره روشویی بود. جمعیت این پادشاهی در تواریخ سونگ در حدود ۳۰۰۰۰۰ تخمین زده می‌شود، و پیرو ادیان مانویی و بودایی بودند و معابد بی شماری در سراسر کشور داشتند. در سال ۱۰۳۷ یوغورها تحت سلطه تانگوت‌ها قرار گرفتند. پادشاهی اویغور گانسو پس از یک جنگ خونین در سال ۱۰۲۸–۱۰۳۶، به اجبار در شیای عربی ادغام شد. یوغورهای مغول زبان احتمالاً اعقاب یکی از گروه‌های مغول زبان هستند که در طول فتوحات مغول قرن سیزدهم به شمال چین حمله کردند. یوغورها سرانجام در سال ۱۶۹۶ در زمان سلطنت دومین حاکم دودمان چینگ، امپراتور کانگ‌شی (۱۷۲۳–۱۶۶۲) وارد چینگ شدند. در سال ۱۸۹۳، کاشف روسی، گریگوری پوتانین، اولین دانشمند غربی که به مطالعه یوغورها پرداخت، واژگان کوچکی از کلمات یوغوری را به همراه یادداشت‌هایی در مورد نحوه مدیریت و وضعیت جغرافیایی آنها منتشر کرد. سپس، در سال ۱۹۰۷، کارل گوستاف امیل مانرهایم از روستای غربی لیانهاوا (ماژوانگزی) و معبد کانگل از یوغور شرقی بازدید کرد. مانرهایم اولین کسی بود که تحقیقات دقیقی دربارهٔ مردم‌شناسی یوغورها انجام داد. وی در سال ۱۹۱۱ یافته‌های خود را در مقاله ای برای انجمن فینو-اورگری منتشر کرد.

## زبان
در حدود ۴۶۰۰ نفر از یوغورها به زبان یوغوری غربی (یک زبان ترکی) و حدود ۲۸۰۰ نفر به زبان یوغوری شرقی (یک زبان مغولی) صحبت می‌کنند. یوغوری غربی آثار باستانی بسیاری از اویغور قدیمی را حفظ کرده‌است. مابقی یوغورها از ایالت خودمختار، زبان ترکی خود را از دست داده‌اند و به زبان چینی صحبت می‌کنند. طبق گزارش‌ها، تعداد بسیار کمی از یوغورها به زبان تبتی صحبت می‌کنند. آنها برای ارتباط متقابل از زبان چینی استفاده می‌کنند. امروزه دو زبان یوغوری در نوشتار استفاده نمی‌شوند، اگرچه الفبای اویغوری باستان در اواخر قرن نوزدهم در بعضی از جوامع یوغور استفاده می‌شد.

## مردم
یوغورهای ترک‌زبان عمدتاً در بخش غربی ایالت در منطقه مینگوا، در شهرکهای لیانهوا و مینگای و در منطقه داهه در مرکز ایالت زندگی می‌کنند. یوغورهای مغول زبان به‌طور عمده در بخش شرقی این ایالت، در منطقه هوانگ‌چنگ و در داهه و کانگل در مرکز ایالت زندگی می‌کنند. مردم یوغور عمدتاً به دامداری اشتغال دارند.

## دین
آیین سنتی یوغورها، بودایی تبتی است، که قبلاً در کنار آن، شمن‌باوری نیز رایج بود.